# Metacyrba floridana
Espèce
Metacyrba floridana est une espèce d'araignées aranéomorphes de la famille des Salticidae.

## Distribution
Cette espèce est endémique des États-Unis. Elle se rencontre en Floride, en Géorgie, au Mississippi, en Louisiane, au Texas et en Arizona.

## Description

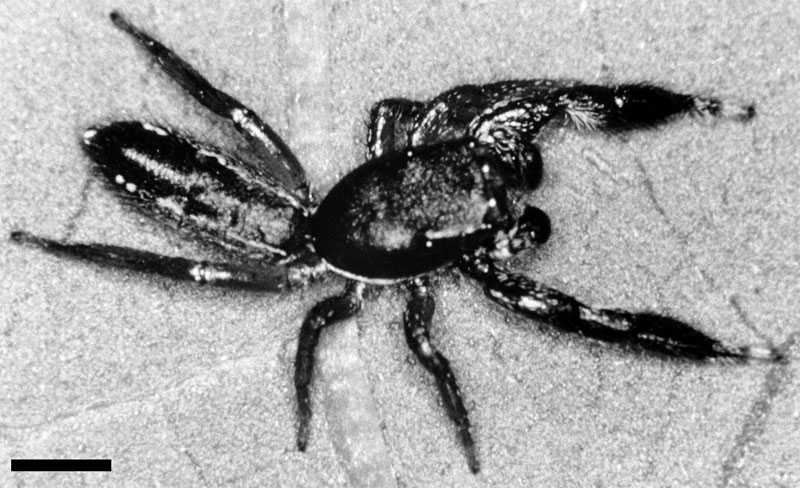
Metacyrba floridana

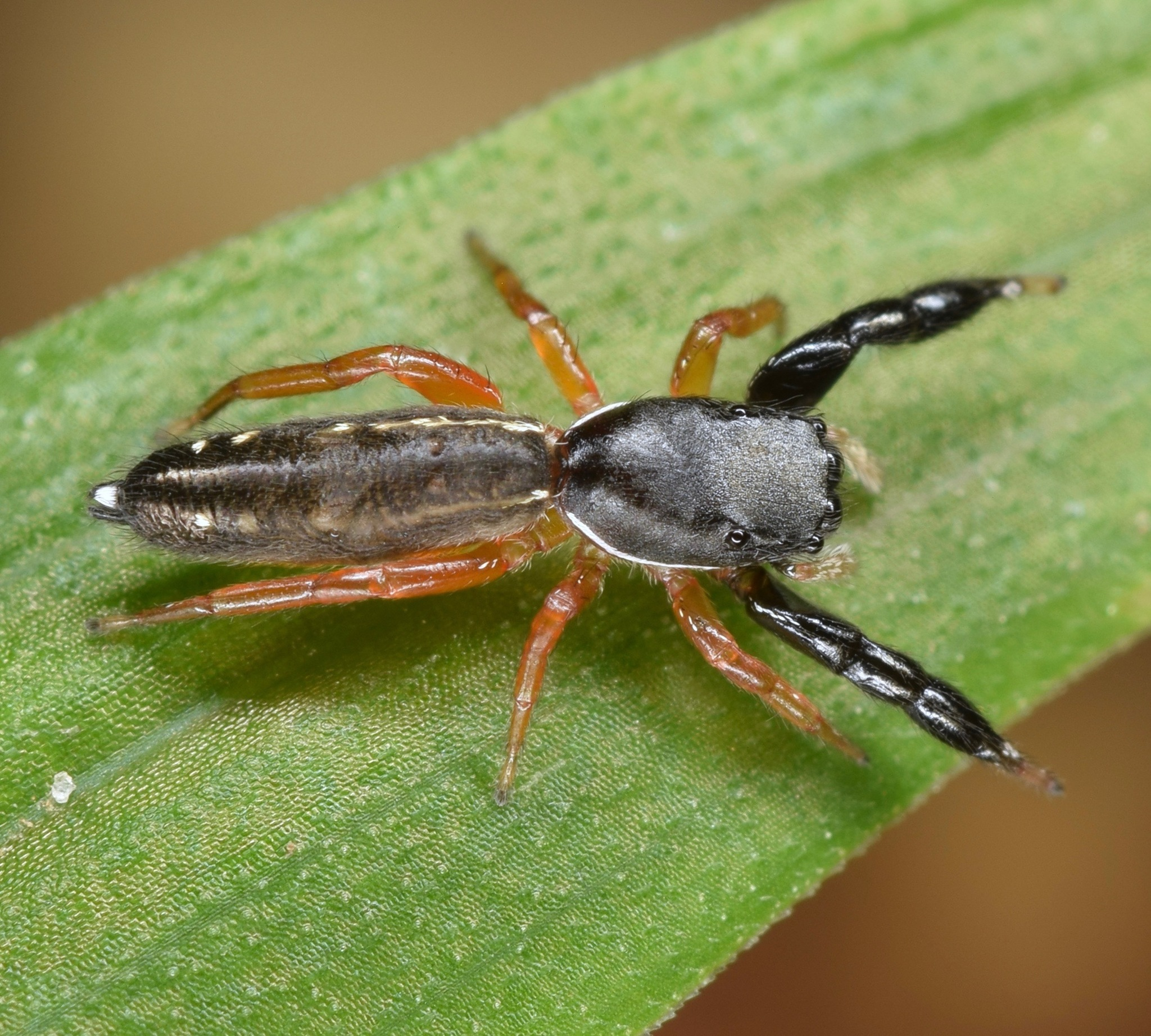
Metacyrba floridana

La femelle holotype mesure 5,85 mm.
Le mâle décrit par Barnes en 1958 mesure 4,52 mm.
Les mâles mesurent de 3,89 à 4,94 mm et les femelles de 4,14 à 5,43 mm.

## Systématique et taxinomie
Cette espèce a été décrite par Gertsch en 1934.

## Étymologie
Son nom d'espèce lui a été donné en référence au lieu de sa découverte, la Floride.

## Publication originale
- Gertsch, 1934 : « Further notes on American spiders. » American Museum novitates, no 726, p. 1-26 (texte intégral).